# Willy Schaller
Wilhelm Josef Schaller (* 30. Mai 1923 in Weiden in der Oberpfalz; † 17. April 1983 ebenda) war ein deutscher Politiker (CSU).

## Leben
Willy Schaller stammte als eines von vier Kindern aus einer Weidener Handwerkerfamilie und erlernte im väterlichen Betrieb das Bäckerhandwerk. Willy Schaller war römisch-katholischen Bekenntnisses und hatte mit seiner Frau Martha geb. Höpfl sechs Kinder: fünf Söhne und eine Tochter. Er starb am 17. April 1983 im Alter von 59 Jahren.

## Wirken
Er gehörte von 1958 bis 1970 für die CSU dem Bayerischen Landtag an. Außerdem war er von 1956 bis 1977 Mitglied des Stadtrates seiner Heimatstadt Weiden in der Oberpfalz.
Schaller erlernte von 1937 bis 1940 das Bäckerhandwerk und leistete von 1942 bis 1945 seinen Kriegsdienst als Obergefreiter ab. Nach der Entlassung aus amerikanischer Kriegsgefangenschaft arbeitete er im elterlichen Bäckereibetrieb mit. 1948 legte er im Alter von 25 Jahren die Meisterprüfung ab. Er war nebenberuflicher Fachlehrer an der Städtischen Berufsschule in Weiden und Mitglied des Gesellenprüfungsausschusses, ab 1956 Mitglied der Vollversammlung und der Vorstandschaft der Handwerkskammer Oberpfalz in Regensburg, ab 1961 Gesellen-Vizepräsident der Handwerkskammer.
Als eines der jüngsten Mitglieder der CSU-Fraktion zog Willy Schaller 1956 in den Stadtrat der kreisfreien Stadt Weiden ein, dem er bis 1977 angehörte. Am 8. März 1964 stellte er sich der Wahl zum Oberbürgermeister, unterlag jedoch mit 30,73 % der gültigen Stimmen dem Amtsinhaber Hans Schelter (SPD). Die Wahlbeteiligung lag bei 85,4 %. 1958 war Willy Schaller in den Bayerischen Landtag gewählt worden, dem er nahezu drei Legislaturperioden lang – bis 1970 – als Vertreter der Stimmkreise Neustadt an der Waldnaab, Weiden-Stadt, Eschenbach in der Oberpfalz beziehungsweise Neustadt an der Waldnaab, Weiden-Stadt angehörte. Am 9. September 1970, wenige Wochen vor Ablauf der Legislaturperiode, legte er sein Mandat aus gesundheitlichen Gründen nieder. Schaller war zeitweise Mitglied in folgenden Ausschüssen und Gremien: Ausschuss für Eingaben und Beschwerden, Ausschuss für Grenzlandfragen, Ausschuss für sozialpolitische Angelegenheiten, Landessportbeirat.  Der Jungen Union, Bezirksverband Oberpfalz, diente er als stellvertretender Bezirksvorsitzender.
Verdienste erwarb sich Willy Schaller auch in der Deutschen Jugendkraft (DJK). Unter anderem war er ab 1961 viele Jahre Vorsitzender des Diözesanverbandes Regensburg. Schaller war Mitbegründer vieler DJK-Vereine in den damaligen Landkreisen Neustadt an der Waldnaab und Eschenbach. Außerdem trug er den Titel Ehrenvorsitzender der DJK Weiden und wirkte als Initiator und Motor des Weidener Hallenbad-Bauvereins. Willy Schaller war Mitglied im Deutschherrenbund, der Gemeinschaft der Familiaren der Ballei Deutschland des Deutschen Ordens. Er erhielt auch den Bayerischen Verdienstorden.